# Franck Thilliez
Franck Thilliez (Annecy, 15 ottobre 1973) è un ingegnere e scrittore francese.

## Biografia

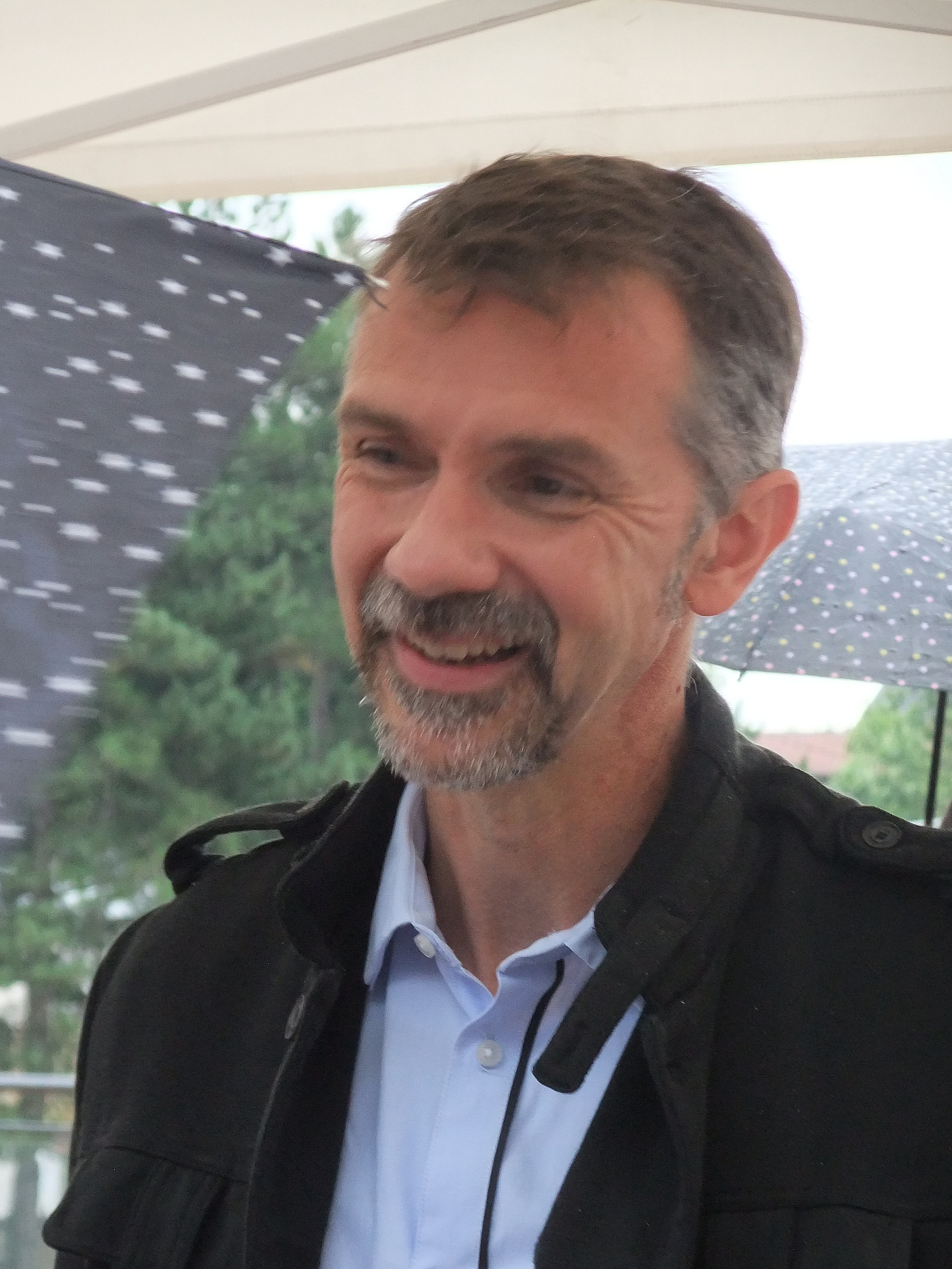

È nato ad Annecy e vive nel Pas-de-Calais, nell'estremo Nordest della Francia. Ingegnere informatico, è appassionato di tecnologie telematiche.
 Nel 2004 pubblica il suo primo libro Train d'enfer pour Ange rouge. È un grande appassionato di film thriller, e il suo film preferito è 8mm - Delitto a luci rosse di Joel Schumacher. Ha vinto i premi Prix des lecteurs Quai du polar 2006 e Prix SNCF du polar français 2007 con il libro La chambre des morts. Nei suoi romanzi la sua ispirazione a questo genere di film è evidente, che aggiunto alla sua fantasia ha portato a romanzi molto coinvolgenti.
 In Italia sono stati inizialmente pubblicati dalla Casa Editrice Nord quattro romanzi: La stanza dei morti nel 2007. Foresta nera nel 2008, La macchia del peccato nel 2009 e L'Osservatore nel 2011. Successivamente la Casa editrice Fazi ha pubblicato finora altri sette suoi romanzi: Il manoscritto (2019), Il sogno (2020), C'era due volte (2021), Puzzle (2022), Labirinti (2023), Vertigine (2023) e Norferville (2024). Attualmente vive tra Pas-de-Calais, Antille e Guyana.

## Adattamenti cinematografici
Il romanzo La stanza dei morti è stato adattato in versione cinematografica nel 2007 da Alfred Lot mentre Foresta nera, adattato da Julien Leclercq, è ancora in fase di lavorazione.

## Opere
- Train d'enfer pour Ange rouge (2004)
- La Chambre des morts (2005)
- Deuils de miel (2006)
- La Forêt des ombres (2006)
- La Mémoire fantôme (2007)
- L'Anneau de Moebius (2008)
- Fractures (2009)
- Le Syndrome [E] (2010)
- Gataca (2011)
- Vertige (2011)
- Atomka (2012)
- Puzzle (2013)
- Angor (2014)
- Pandemia (2015)
- Rêver (2016)
- Le Manuscrit inachevé (2018)

### In Italia
- La stanza dei morti (La Chambre des morts) nel 2007
- Foresta nera (La Forêt des ombres) nel 2008
- La Macchia del Peccato (Train d'enfer pour Ange rouge) nel 2009
- L'Osservatore (La Syndrome E) nel 2011
- Trilogia di Caleb Traskman:
  - Il manoscritto (Le Manuscrit inachevé) nel 2019
  - C’era due volte (Il ètait deux fois) nel 2021
  - Labirinti (Labyrinthes) nel 2023
- Il sogno (Rêver) nel 2020
- Puzzle (Puzzle) nel 2022
- Vertigine (Vertige), Fazi, 2023, ISBN 9791259674623
- Norferville, Fazi, 2024
- 1991, Fazi, 2025

## Filmografia
(film tratti dai romanzi di Thilliez)
- La stanza dei morti (2007) - dal romanzo omonimo
- Foresta nera (in lavorazione) - dal romanzo omonimo